# Parque Ecológico Padre Alfredo Sabetta
O Parque Ecológico Padre Alfredo Sabetta, também conhecido como Parque Teixeira Dias, é um parque ecológico municipal da região do Barreiro, em Belo Horizonte, Minas Gerais. 
Localizado no bairro Teixeira Dias, foi criado em 1999 e parcialmente implantado em 2003, por meio de compensação ambiental do Metrô. Com uma área de 53 mil metros quadrados, o parque situa-se em um terreno de altitudes que variam de 975 a 1.035 metros e possui uma bacia natural de captação de águas pluviais.
Como opções de lazer, o espaço oferece pista de caminhada e brinquedos, além de ser recanto para contemplação.